# Microcara dispar
Microcara dispar is een keversoort uit de familie moerasweekschilden (Scirtidae). De wetenschappelijke naam van de soort werd in 1874 gepubliceerd door Georg Karl Maria Seidlitz.